# Mexicaanse wolf
De Mexicaanse wolf (Canis lupus baileyi) is een ondersoort van de wolf (Canis lupus). De wetenschappelijke naam Canis lupus baileyi is ontleend aan zijn voornaamste bestrijder, Vernon Bailey. De Mexicaanse wolf is de meest bedreigde wolf ter wereld.

## Geschiedenis
De Mexicaanse wolf kwam voor in de bergachtige gebieden in het zuidwesten van de Verenigde Staten en in Centraal-Mexico.
De eerste pioniers in dit gebied jaagden voor voedsel op de prooien van de Mexicaanse wolf. Hierdoor moest de wolf zich voeden met de veestapel van de pioniers. Daarop begonnen de pioniers de wolf actief te bejagen om hun voorraad te beschermen. In 1851 werd strychnine gebruikt tegen de wolven in Mexico en in 1893 werden premies uitgeloofd in de Amerikaanse staten Arizona en New Mexico. In 1914 begon de Amerikaanse overheid een project om het aantal roofdieren te beperken in het zuidwesten van de VS. De populatiegrootte van de Mexicaanse wolf in het wild nam af. In de staten Texas, Arizona en Nieuw-Mexico werden de wolven uitgeroeid. In 1970 werd de laatste wolf in Texas gedood, in Arizona in 1975 en in Nieuw Mexico in 1976.
In 1976 werd de Mexicaanse wolf erkend als een bedreigd dier. Om hem voor uitsterven te behoeden werd er in 1977 door de U.S. Fish and Wildlife Service een programma in gang gezet voor het fokken van de wolven in gevangenschap. Voor het vangen van de wilde wolven in de Mexicaanse staten Durango en Chihuahua werd wolvenjager Roy T. McBride gehuurd. McBride ving vijf wolven in drie jaar, vier mannetjes en één zwanger vrouwtje. Deze vijf wolven werden naar het Arizona-Sonora Desert Museum (ASDM) en naar Saint Louis Zoological Park gestuurd. Dankzij die vijf wolven leven er vandaag ongeveer 150 wolven in gevangenschap op 26 plaatsen, waarvan er zich 21 in de VS bevinden en vijf in Mexico.
Om de wolven in het wild los te laten werd er door de overheid een herstelplan opgemaakt. Dit plan werd ontwikkeld in 1978 en werd volledig goedgekeurd in 1982. In het plan werden twee gebieden toegewezen voor het terugbrengen van de wolven in het wild. Het eerste gebied, White Sands National Monument in New-Mexico heeft een oppervlakte van 10.610 km² met plaats is voor 30 tot 40 wolven. Maar men was niet zeker van de hoeveelheid prooien voor de wolven.
Het tweede gebied is de Blue Range tussen de Apache National Forest en de Gila National Forest in Arizona en New-Mexico. Dit gebied heeft een oppervlakte van meer dan 18.225 km².
In maart 1997 keurde de Amerikaanse overheid het uitzetten van de Mexicaanse wolven in de Blue Range goed en in april 1998 werd er voor het eerst een in gevangenschap geboren wolf vrijgelaten in het wild.
Het doel van het herstelplan is om tegen 2008 ongeveer 100 wolven uit te zetten in het wild.
Ondanks het uitzetprogramma is de Mexicaanse wolf nog altijd een zeldzaam dier in het wild.

## Anatomie
De Mexicaanse wolf is de kleinste van de Noord-Amerikaanse ondersoorten van de wolf. Volwassen wolven hebben een lengte van 1,37-1,65 m en een hoogte van 66–82 cm en een gewicht tussen de 25 en 45 kg. De Mexicaanse wolven hebben lange poten en een gestroomlijnd lichaam. Deze lichaamsbouw helpt de wolf om sneller te lopen.
Mexicaanse wolven hebben lange manen en een rijkelijk gekleurde vacht. De vachtkleur is een mengeling van zwart, wit, grijs en bruin en de staart, poten en oren worden gekenmerkt door een zwarte tint.
De Mexicaanse wolf wordt gemiddeld 15 jaar oud in gevangenschap.

## Verspreiding en leefomgeving
De Mexicaanse wolven zijn verdreven uit hun natuurlijke habitat en leven in natuurreservaten. De wolven verkiezen de eiken- en dennenbossen, bergachtige gebieden, weiland en struikgewas.
De wolven bakenen hun territorium af door middel van te urineren met opgetilde poot. Dit is wel voorbehouden aan de dominante dieren.

## Jacht en voedsel
De Mexicaanse wolven voeden zich in het wild vooral met herten, pekari's, gaffelbokken, wapiti's en kleinere zoogdieren zoals konijnen, muizen en eekhoorns.

## Communicatie
Wolven communiceren met hun lichaam, maar ook met geluid, zoals huilen en janken. Lichaamscommunicatie omvat gezichtsexpressies, lichaamshouding en beweging. Wolven communiceren vooral met hun eigen roedel, maar ook met andere wolvensoorten. Huilen heeft een aantal betekenissen. Huilen wordt vooral gebruikt om in contact te blijven als de groep over grote afstanden verspreid is. Wolven huilen ook bij het begin en bij het einde van de jacht en als ze iets willen beschermen, zoals hun gebied of een recent gedood prooi. Men denkt dat huilen het sociaal contact en de band binnen de groep verbetert.

## Sociale structuur en leefwijze
Wolven zijn sociale dieren en leven vooral in groepen. De groep bestaat meestal uit een paar, een alfamannetje en  een alfavrouwtje en de nazaten van het paar van dat jaar. Het alfamannetje en alfavrouwtje staan aan het hoofd van de groep. Deze hiërarchie die bij elke wolvensoort voortkomt, bepaalt wie eerst eet en wie voorrang heeft bij de voortplanting.

## Voortplanting
Alleen het alfamannetje en alfavrouwtje mogen zich voortplanten. De wolven paren in de maand februari of maart en de welpen worden in mei of april geboren. De zwangerschap bij het vrouwtje duur ongeveer 63 dagen (2 maanden) en het vrouwtje baart tussen de vier en zes welpen. Alle leden van de groep staan in voor de opvoeding van de welpen.

## Vijanden
De vijand van de Mexicaanse wolf is altijd de mens geweest. De mens zorgde bijna voor het uitsterven van deze wolvensoort, maar dankzij het fokken in gevangenschap lijkt het er op dat deze soort verder blijft bestaan.